# Resident Evil: Apocalypse
Resident Evil: Apocalypse is een SF-horrorfilm uit 2004 onder regie van Alexander Witt. De film is gebaseerd op de Resident Evil-games van Capcom. De film Resident Evil (2002) gaat aan deze film vooraf. De film kent de volgende opvolgers: Resident Evil: Extinction (2007) en Resident Evil: Afterlife (2010). In 2008 werd een animatiefilm toegevoegd aan de Resident Evil-reeks: Resident Evil: Degeneration. In 2012 volgde nog een animatiefilm: Resident Evil: Damnation, in 2017 volgde Resident Evil: Vendetta en in 2023 volgde Resident Evil: Death Island.

## Verhaal
Alice herinnert zich de belevenissen die de zombiestrijdster hebben gebracht waar ze zich momenteel bevindt. Na het overleven van The Hive heeft de Umbrella Corporation haar hersteld en gebruikt voor experimentele doeleinden waarin wetenschappers haar voorzien hebben van bovenmenselijke krachten door het T-virus op cellulair niveau met haar bloed te verbinden. Alice ontwaakt in het Raccoon City Hospital, ontsnapt uit het ziekenhuis en treft buiten Raccoon City, met overal tekens van chaos, verlaten aan. Het T-virus heeft de oppervlakte bereikt en een leger van zombies gecreëerd. Alice rust zichzelf uit met een hagelgeweer uit een politieauto en betreedt lopend de stad, bereid om in eigen persoon met de zombies af te rekenen.
Op 29 september 2002, dertien uur na de eerste uitbraak van het T-virus in The Hive, stuurt de Umbrella Corporation een onderzoeksteam naar binnen om het complex te heropenen, maar het team wordt afgeslacht door zombies en Lickers die naarstig op zoek zijn naar voedsel. Met een ingang naar het oppervlak richt de Umbrella Corporation een veiligheidsperimeter in rond Raccoon City om de burgers in quarantaine te houden. Raven's Gate Bridge vormt de enige uitgang uit het door infectie geplaagde gebied. 
Bij het checkpoint op Raven's Gate Bridge begint het T-virus de burgers aan te tasten. Agente Jill Valentine en sergeant Peyton Welles willen Raccoon City verlaten, maar Peyton wordt gebeten door een zombie-vader, onder toezicht van zijn nog menselijke dochter. Major Timothy Cain, supervisor van de Umbrella Corporation, verzegelt de uitgang en beveelt zijn soldaten schoten in de lucht te lossen om de burgers te verjagen. Jill, Peyton en weervrouw Terri Morales sluiten zichzelf op in Raven's Gate Church, waar ze bij aankomst onder schot gehouden worden door Angus Mackenzie. Als het viertal wordt bedolven door een horde Lickers, wordt Angus afgezonderd van zijn drie gasten en verschalkt door een van de Lickers. Jill ontmoet de priester die zijn kerk gebruikt als voedplaats voor zijn zombievrouw, maar door een beet van zijn ontzielde verwant is de agente genoodzaakt om de twee te doden. Op het nippertje verschijnt een zwaarbewapende Alice om Jill, Peyton en Terri van de Lickers in de kerk te bevrijden.
Teamleider Carlos Olivera en zijn partners Nicholai Ginovaef en Yuri Loginova, huursoldaten van Umbrella Biohazard Countermeasure Service (U.B.C.S.), rennen de longen uit hun lijf om Marla Maples te redden, maar de vrouw wordt in haar vlucht gebeten door een zombie en springt van het dak van een wolkenkrabber om een ondode toekomst te voorkomen. Carlos, Nicholai en Yuri sluiten zich aan bij een groep eenheden van de Special Tactics And Rescue Squad (S.T.A.R.S.) en verzetten zich in de straten van Raccoon City tegen een slachting door zombies, maar het drietal wordt belaagd en blijft achter met een besmette Yuri (later gedood door Nicholai na het bijten van teamleider Carlos).
Na het overleven van twee vrouwelijke zombies, voegt Lloyd Jefferson Wade zich in het Westwood Theatre bij de overgebleven S.T.A.R.S., onder leiding van captain Ryan Henderson, wanneer het squadron wordt versterkt met de verschijning van Nemesis, een moordzuchtig monster dat de Umbrella Corporation via het "Nemesis-programma" heeft gecreëerd om Alice en andere gevaren te kunnen bestrijden. Nemesis doodt alle S.T.A.R.S.-leden rondom L.J., maar hijzelf wordt ongemoeid gelaten door het monster.
Dokter Charles Ashford, wetenschapper in dienst van de Umbrella Corporation en geestelijk vader van het T-virus, weigert Cain zijn medewerking te verlenen, totdat hij zijn dochter Angela heeft gevonden en zij zich in ongedeerde staat bij hem heeft geschaard. Tersluiks stelt Charles vast dat Angela zich verborgen houdt in haar school, waarop hij Alice informeert dat de Umbrella Corporation Raccoon City wil zuiveren door een kernbom op de stad te gooien. Charles stelt Alice voor een evacuatie te arrangeren in ruil voor het redden van zijn dochter. Alice raakt gescheiden van haar team wanneer Nemesis onverhoeds opdoemt en Peyton doodschiet. Jill en Terri vluchten, pikken onderweg lifter L.J. op en arriveren zonder kleerscheuren bij de school (waarbij Jill zombie Peyton onschadelijk maakt). Carlos en Nicholai en Yuri, die onder hetzelfde aanbod van Charles handelen, waren ook rond in de school. De school leert de aanwezigen een hard lesje wanneer zombiehonden Nicholai vraatzuchtig tot zich nemen en zombiekinderen groepsgewijs Terri opschrokken. Op het nippertje verschijnt een zwaarbewapende Alice om Jill, L.J., Carlos en Yuri te redden en Angela te vinden. Tijdens een gesprek met Alice en Jill verklaart Angela dat ze is besmet met het T-virus, haar vader het antivirus heeft ontwikkeld om de effecten van het T-virus bij zijn dochter te onderdrukken, maar dat het T-virus uit Charles' handen is genomen. De besmette Carlos krijgt door Alice het antivirus, Angela's vaste bagage, toegediend en ontkomt aan het T-virus.
Charles wijst Alice en haar team de plaats van hun evacuatie, die ze vervolgens eenvoudig bereiken, maar waar ze staande worden gehouden door Cain, die de stappen van zijn wetenschapper uitermate betreurt. Onder toeziend oog van Angela schiet de majoor Charles neer om Alice te dwingen het gevecht met Nemesis aan te gaan. Na een harde strijd rijgt Alice haar rivaal aan een stuk afgebroken metaal, ontdekt zijn ware identiteit – haar voormalige vriend Matthew Addison – en weigert hem de laatste klap te verkopen. Alice' vergeving verschaft Nemesis een vleugje menselijkheid, waarna het onwerkelijke koppel de krachten bundelt voor een aanval op de troepen van de Umbrella Corporation. In de strijd bezwijkt Nemesis, terwijl Alice met haar team per helikopter ontsnapt. Alice, Angela, Jill, L.J. en Carlos kijken toe hoe Cain wordt verorberd door een ondode Charles en talrijke andere zombies. Een kernbom vernietigt alle levende, dode en ondode lichamen en veegt Raccoon City volledig van de kaart.
In de explosie wordt de helikopter van Alice en haar team getroffen en crasht in de Arklay Mountains. Alice wordt gespietst door een geweer, waarna de Umbrella Corporation hun gehavende studieobject naar de onderzoeksfaciliteit in Detroit brengt. Na enkele weken ontwaakt Alice in een watertank, geregenereerd na herstel van haar verwondingen. Artsen werkend onder wetenschapper Sam Isaacs ondervragen Alice, maar enkel na een lange stilte antwoordt het herstelde experiment met de woorden: "My name is Alice... and I remember everything". Alice vecht zich een weg naar buiten de faciliteit, maar stuit op een leger bewakers. Jill, L.J, Carlos en Angela arriveren, vermomd als werknemers van de Umbrella Corporation, met SUV bij de ingang om haar zogenaamd in hechtenis te nemen. Sam beveelt zijn veiligheidsmensen de vluchtende bende te laten gaan en geeft het sein om "Program Alice" te activeren.

## Rolverdeling
- Milla Jovovich - Alice
- Sienna Guillory - Jill Valentine
- Razaaq Adoti - Sgt. Peyton Wells
- Sandrine Holt - Terri Morales
- Mike Epps - Lloyd Jefferson "L.J." Wade
- Oded Fehr - Carlos Olivera
- Zack Ward - Nicholai Ginovaef
- Stefen Hayes - Yuri Loginova
- Thomas Kretschmann - Major Timothy Cain
- Jared Harris - Dr. Charles Ashford
- Sophie Vavasseur - Angela "Angie"  Ashford
- Matthew G. Taylor - Nemesis
- Eric Mabius - Matthew "Matt" Addison
- Iain Glen - Dr. Alexander Isaacs
- Dave Nichols - Ryan Henderson
- Geoffrey Pounsett - Angus Mackenzie
- Megan Fahlenbock - Marla Maples
- Shaun Austin-Olsen - Priester
- Geny Walters - Mrs. Priest
- Tom Gerhardt - zombievader
- Amber Marshall - Dochter
- Venice Grant - Ondode Stripper #1
- Ana Danilina - Ondode Stripper #2
- Bobby Prochaska - Nieuwslezer #2
- Jo Chim - Nieuwslezeres #1
- Jazz Mann - Verslaggever #2
- Larissa Gomes - Verslaggeefster #3
- Sandi Stahlbrand - Verslaggeefster #1

## Filmmuziek
- 1. Slipknot - Vermilion
- 2. The Used - Just A Little
- 3. The Cure - Us Or Them
- 4. Lacuna Coil - Swamped
- 5. A Perfect Circle - The Outsider (remix)
- 6. Killswitch Engage - The End Of Heartache
- 7. Rammstein - Mein Teil
- 8. DevilDriver - Digging Up The Corpses
- 9. Cradle Of Filth - Nymphetamine
- 10. Deron Miller - Escape From Hellview
- 11. Deftones - The Chauffeur
- 12. HIM - Join Me In Death
- 13. Nightwish - Nemo
- 14. Thrice - Under A Killing Moon
- 15. 36 Crazyfists - Bloodwork
- 16. Cold - End Of The World (akoestisch)
- 17. Rob Zombie - Girl On Fire (remix)
- 18. Massive Attack - Future Proof